# Drabescus testaceus
Drabescus testaceus är en insektsart som beskrevs av Kuoh 1985. Drabescus testaceus ingår i släktet Drabescus och familjen dvärgstritar. Inga underarter finns listade i Catalogue of Life.